# サーモホン
サーモホン（thermophone）は電気信号を熱に変え音に変換する装置である。サーモホンの原理は19世紀頃から知られており、20世紀の初めごろにはマイクロフォンの感度較正用に用いられた。その後しばらく忘れられていたが、カーボンナノチューブなどの新しい素材の発明に伴いシート状スピーカーなどへの応用が研究されている。

## 概要
金属薄膜や金属細線などに電流を流すと熱が発生し周りの空気を膨張させるため、交流電流を流すと周期的な熱の変動による圧力の変化が周りに伝わり音波を発生させることができる。サーモホンはこのような原理で電気信号を音に変換する装置で、ダイナミックスピーカーなど通常のスピーカーで必要な振動板を持たず、電極とそれらの間の導体（金やプラチナの薄膜など）からなる単純な構造を持つ。
金属を使ったサーモホンは電気エネルギーを音に変換する効率が低く小さな音しか出ないためスピーカーなどの用途には使用されなかった。構造が単純なため電気エネルギーと発生する音のエネルギーとの関係を理論的に計算することが可能で、コンデンサマイクなどの絶対感度の校正のために使用された。

## 詳細
サーモホンが発生する音のエネルギーは電気信号による熱エネルギーにほぼ比例する。導体に流れる電流を I = I1sin(ωt) 、導体の抵抗を R とすると熱エネルギー P は以下のように表現できる。
{\displaystyle P=RI^{2}={\frac {R{I_{1}}^{2}}{2}}\left(1-cos(2\omega t)\right)}
そのままでは入力信号の2倍の周波数 2ωt が発生してしまうため、このような成分が無視できるような適正な量の直流電流 I0 を信号に重複して使用する。
{\displaystyle P=R(I_{0}+I_{1}sin(\omega t))^{2}=R\left(I_{0}+{\frac {{I_{1}}^{2}}{2}}\right)+2RI_{0}I_{1}sin(\omega t)-{\frac {R{I_{1}}^{2}}{2}}cos(2\omega t)}
最後の項が無視できるような I0 の範囲内で、音のエネルギーはこの式の2番目の項 2RI0I1sin(ωt) にほぼ比例する。音圧は使用する導体の特性である熱容量や表面積、周りの気体の熱伝導率などにより決まる。
性能の良いサーモホンに必要な導体の特性は以下の通りである。
- 熱容量が小さい
- 内部で発生した熱が表面に素早く伝わる

1920年頃にはこれらの条件を満たす 10-5cm～10-6cm 程度の厚さの非常に薄いプラチナや金の薄膜が用いられた。当時としては最も優れた特性を持つ導体だったがこれでも十分な音圧を発生できず、サーモホンは校正用や計測用以外の用途にはほとんど使われなかった。
その後、より優れた特性を持つ様々な新素材が発明されたため、単位面積当たりの熱容量が非常に小さいカーボンナノチューブシートを導体として使いシート状のラウドスピーカなどに応用する研究や、振動板が不要で高い周波数を扱いやすい特性を生かしサーモホンを超音波発生装置に応用する研究などが行われている。

## 歴史
金属の細線や薄膜に交流電流を流すと熱により音が発生することは1880年にイギリス中央郵便局の主任エンジニアだったプリース（William Henry Preece）が、さらに1898年にブラウン管の発明で有名なドイツの物理学者ブラウン（Karl Ferdinand Braun）が発表している。
ロシアなどでもサーモホンの改良のための研究が行われた。
これらと並行してグラハム・ベルによる発明（1876）から始まった電話機の普及に伴い、電話機の改良のための様々な研究とその基礎となる人の聴覚心理学的な特性（最小可聴値やラウドネス特性）、明瞭度と了解度に関する研究などが必要になってきた。
これらの研究のためには音響の測定技術が必要になるが、当時は音圧を精密に測定する手段や感度のわかった測定用マイクロフォンが存在しなかった。
1917年、アメリカのAT&T研究所（後のベル研究所）のアーノルド（H. D. Arnold）とクランドル（I. B. Crandall）はサーモホンに与える電力と発生する絶対音圧との関係を理論的に求め、ある程度の仮定の下でサーモフォンが正確な音圧の発生装置として使用できることを示した。同じ研究所のウェンテ（Edward Wente）は1917年に特性の優れたコンデンサマイクを初めて実用化し、サーモフォンを1次標準器として使い絶対感度の校正に利用した。このような技術により測定用コンデンサマイク（たとえばWestern Electric社のWE-394型コンデンサマイク）が作成され、最小可聴値の測定など様々な実験で使用された。
その後、バイブロメータと呼ばれるより優れた校正用機器が発明され、さらに1940年代には相互校正法（reciprocity calibration）と呼ばれる1次標準器を使わないコンデンサマイクの絶対感度校正法が発明されたことにより、感度較正用としてのサーモフォンは使われなくなりその後しばらく忘れられていた。